# Saint-Sozy
Saint-Sozy es una comuna francesa situada en el departamento de Lot, en la región de Occitania.

## Toponimia
Su denominación proviene del latín Sosius, nombre de Sossio de Miseno, un santo que sufrió el martirio en el siglo IV junto con Jenaro de Nápoles en Pozzuoli (ciudad y puerto italiano situado en Campania, en el golfo de Nápoles).

## Demografía
| 377 | 417 | 407 | 424 | 430 | 471 | 483 |
| Para los censos de 1962 a 1999 la población legal corresponde a la población sin duplicidades (Fuente: INSEE [Consultar]) |     |     |     |     |     |     |